# Yvonne la francesina
Yvonne la francesina (Frenchie) è un film  del 1950 diretto da Louis King.

## Trama
Una giovane che era emigrata a New Orleans torna nel West, al suo paese, per aprire un saloon. Qui si troverà a fare i conti con gli assassini di suo padre, e fra lei e lo sceriffo nasce ben presto qualcosa.